# Agnes Milne
Agnes Anderson Milne (1 de diciembre de 1851 - 1919) fue una miembro fundadora de la rama australiana de la Unión Cristiana de Mujeres por la Templanza, miembro del primer ejecutivo del Sindicato de Mujeres Trabajadoras y segunda inspectora de fábricas del sur de Australia. 

## Biografía
Segunda hija de William y Lydia Inglis, Milne nació el 1 de diciembre de 1851 en Lambeth Walk, Londres, Inglaterra. En 1855, su familia emigró al sur de Australia, donde se establecieron en Hindmarsh, Adelaida. Enseñó en la Escuela Sabática de la Iglesia Congregacional Hindmarsh y trabajó como fabricante de camisas antes de su matrimonio con Henry Milne en 1873. Tuvieron cuatro hijos, ninguno de los cuales sobrevivió a la infancia y en 1883 el propio Henry también murió. Intentó mantener en funcionamiento su negocio de guarnicionería, pero al fallar, volvió a hacer camisas.

## Carrera
Su preocupación sobre los salarios y las condiciones para las mujeres y sus propias experiencias de trabajo de 14 a 16 horas al día la llevaron a convertirse en miembro fundadora del Sindicato de Trabajadoras, junto con Augusta Zadow y Mary Lee en 1889. También estuvo muy involucrada en la búsqueda del sufragio femenino. Milne se diferenciaba tanto de Zadow como de Lee en que era una mujer trabajadora con participación en el comercio de ropa. En ese mismo año, también se convirtió en miembro fundadora de la Unión de Mujeres Cristianas de Temperancia (WCTU) y fue presidenta de la sucursal de Bowden durante veintiséis años. 
Para 1892, tenía su propio taller de confección de camisas en su casa de Bowden, donde empleaba a otras cinco mujeres. El mismo año, presentó pruebas en la Comisión de Investigación de Tiendas y Fábricas. Habló de los largos días de trabajo como cortadora e impresionó a la Comisión con que la fatiga y el agotamiento eran comunes entre los trabajadores del comercio de ropa.

## Como inspectora de fábricas
Tras la muerte de Augusta Zadow en 1896, Milne fue nombrada segunda inspectora de fábricas del sur de Australia. En sus primeros seis meses en este cargo, realizó 342 visitas de inspección. Se comprometió a eliminar la práctica del 'trabajo sudado' y usó la posición de inspectora para presionar en la formación de una Liga Anti-sudoración. También usó su posición para promover el establecimiento del Working Girl's Club, un lugar para que las trabajadoras pasasen "un momento tranquilo y agradable, en lugar de desfilar por las calles".
Mientras al principio contaba con el apoyo de sus superiores para estas actividades, cuando comenzó a agitarse para la formación de una Asociación Cooperativa de Fabricantes de Camisas, J Bannigan, el Inspector Jefe de Fábricas, escribió al Ministerio de Industria del Sur de Australia y al Ministro sobre ella. En 1904, Milne se vio obligada a defender sus informes ante el Comité del Supuesto Sudor del Mal y la precisión de sus informes se discutió en el parlamento del sur de Australia.
En 1907, se retiró como inspectora de la fábrica femenina del sur de Australia para convertirse en gerente de la fábrica de ropa cooperativa del sur de Australia, que era propiedad y estaba dirigida por mujeres y que había sido idea de Milne. En 1913, se retiró a una casa contigua a la escuela Hindmarsh que había sido de su madre. Desde esta casa vendía paletas y almuerzos a los niños de la escuela. En 1916 se casó con Hartley Wright Edwards en Holy Trinity Church Adelaide . Solo tres años después, en 1919, murió de cáncer y fue enterrada en el cementerio Hindmarsh.